# Ladánybene
Ladánybene là một thị trấn thuộc hạt Bács-Kiskun, Hungary. Thị trấn này có diện tích 40,74 km², dân số năm 2010 là 1701 người, mật độ 42 người/km².